# Kemendollár
Kemendollár es un pueblo ubicado en el condado de Zala, Hungría.

## Superficie
Posee una superficie de 16,07 kilómetros cuadrados.

## Demografía
Hasta 2021 la población era de 475 habitantes, con una densidad de población de 29,55 habitantes por kilómetro cuadrado. En 2011 el 87,6% de la población estaba conformada por húngaros y la religión predominante era el catolicismo.